# Asplanchna girodi
Asplanchna girodi är en hjuldjursart som beskrevs av de Guerne 1888. Asplanchna girodi ingår i släktet Asplanchna och familjen Asplanchnidae. Arten är reproducerande i Sverige. Inga underarter finns listade i Catalogue of Life.